# Tipula (Pterelachisus) plitviciensis
Tipula (Pterelachisus) plitviciensis is een tweevleugelige uit de familie langpootmuggen (Tipulidae). De soort komt voor in het Palearctisch gebied.